# Jukai

L'ordination bouddhiste (japonais Jukai (受戒), Chinois   shòu-jiè (受戒), coréen sugye (수계) est la cérémonie d'ordination publique au cours de laquelle une personne reçoit certains préceptes bouddhistes. Le kanji 受 (ju) signifie «recevoir», tandis que 戒 (kai) signifie «préceptes». Généralement il s’agit de fidèles laïcs qui officialisent leur engagement dans le bouddhisme, et reçoivent un nom bouddhique.

## Préceptes majeurs
Cette cérémonie concerne généralement des laics, qui décident d’entrer officiellement dans la pratique bouddhique. Les cinq préceptes majeurs sont :
1. Affirmez la vie: ne tuez pas;
2. Donnez: ne prenez pas ce qui n'est pas donné librement;
3. Honorez le corps: ne vous engagez pas dans une inconduite sexuelle;
4. Vérité manifeste: ne parlez pas faussement ou de façon trompeuse;
5. Procédez clairement: ne troublez pas l'esprit avec des substances intoxicantes.

## Cas du zen sôtô
Contrairement aux autres traditions, dans le zen sôtô ce sont 13 préceptes qui sont transmis (on dit parfois 16 en comptant la prise de refuge), mais surtout cette cérémonie est répétée de nombreuses fois, aussi bien pour les laics ayant déjà pris refuge que pour les moines/nonnes. Lors des cérémonies funéraires, les préceptes sont conférés au défunt, selon le même rituel que s’il était vivant.
Contrairement à d’autres écoles anciennes comme le Théravada, le fait de briser les préceptes n’entraine pas une perte du statut de moine ou de nonne, mais doit amener à plus de fermeté dans la résolution de ne pas les briser. Cette différence provient du fait que les préceptes des Bodhisattvas ne sont pas des règles de conduite mais des idéaux tellement élevés qu’il est impossible de ne pas les briser (par exemple, ne pas tuer d’êtres vivants est impossible car il faut manger).
Dans les temples traditionnels, les préceptes (kai) sont récités tous les quinze jours lors de la cérémonie de la confession (Fusatsu 布薩). La signification de cette cérémonie est de prendre la résolution de continuer une bonne pratique (ou dans le pire des cas, de (re)commencer une bonne pratique), en évitant désormais de répéter les erreurs qu'on a pu identifier. La traduction en «cérémonie du repentir» est inadéquate.

« Koun Ejô Question [11] : Ceux qui se consacrent à la méditation assise doivent-ils toujours strictement observer les préceptes et la discipline ?
Dôgen Réponse : L'observation des préceptes et la pratique brahmique ne sont autres que le cadre de la porte du zen et le vent qui souffle de la maison des Éveillés et des Patriarches. Quant à ceux qui n'ont pas encore reçu de préceptes ou à ceux qui les ont transgressés, ils ne sont pas pour autant exclus d'y avoir part. »

## Variations selon les pays
Les détails de la cérémonie diffèrent considérablement selon les pays et les écoles du bouddhisme.

### Japon

#### École Sōtō
Dans l'école Sōtō, après avoir pris l’engagement d’un nouveau départ, les laïcs aussi bien que les moines/nonnes prennent refuge dans les Trois Trésors (Bouddha, Dharma et Sangha), les Trois Purs Préceptes. Puis ils reçoivent d’un maître les dix préceptes des Bodhisattvas (dont les cinq majeurs), un nom bouddhiste et un rakusu (habit traditionnel pour les laïcs).

Cette cérémonie est inspirée du Tendai, car Dôgen Zenji l’a introduite dans le zen pour renforcer l’idéal du Bodhisattva, mais aussi parce que lui-même n’avait reçu que les préceptes des bodhisattvas dans le Tendai. 
Les trois purs préceptes : 
1) Ne pas créer le mal, en se mettant en accord avec les règles de moralité 
2) Pratiquer le bien, en se mettant en accord avec la Loi du Bouddha
3) Œuvrer pour le bien des autres, en s'harmonisant avec tous les êtres.
En plus des 5 préceptes majeurs :

6) ne pas parler des défauts des autres 7) ne pas se vanter en diminuant les autres 8) ne pas être avare de dons ou d'efforts pour le bien 9) ne jamais céder à la colère 10) ne jamais dire de mal des Trois trésors.
Aux États-Unis, les laïcs ne reçoivent que les cinq préceptes majeurs.

#### École Rinzai
Dans l'école Rinzai, les pratiquants prennent refuge dans les Trois Trésors et, à l'instar des pratiques chinoises et coréennes dérivées de l'Inde, ils reçoivent les cinq préceptes pour les laïcs.

### Corée du Sud

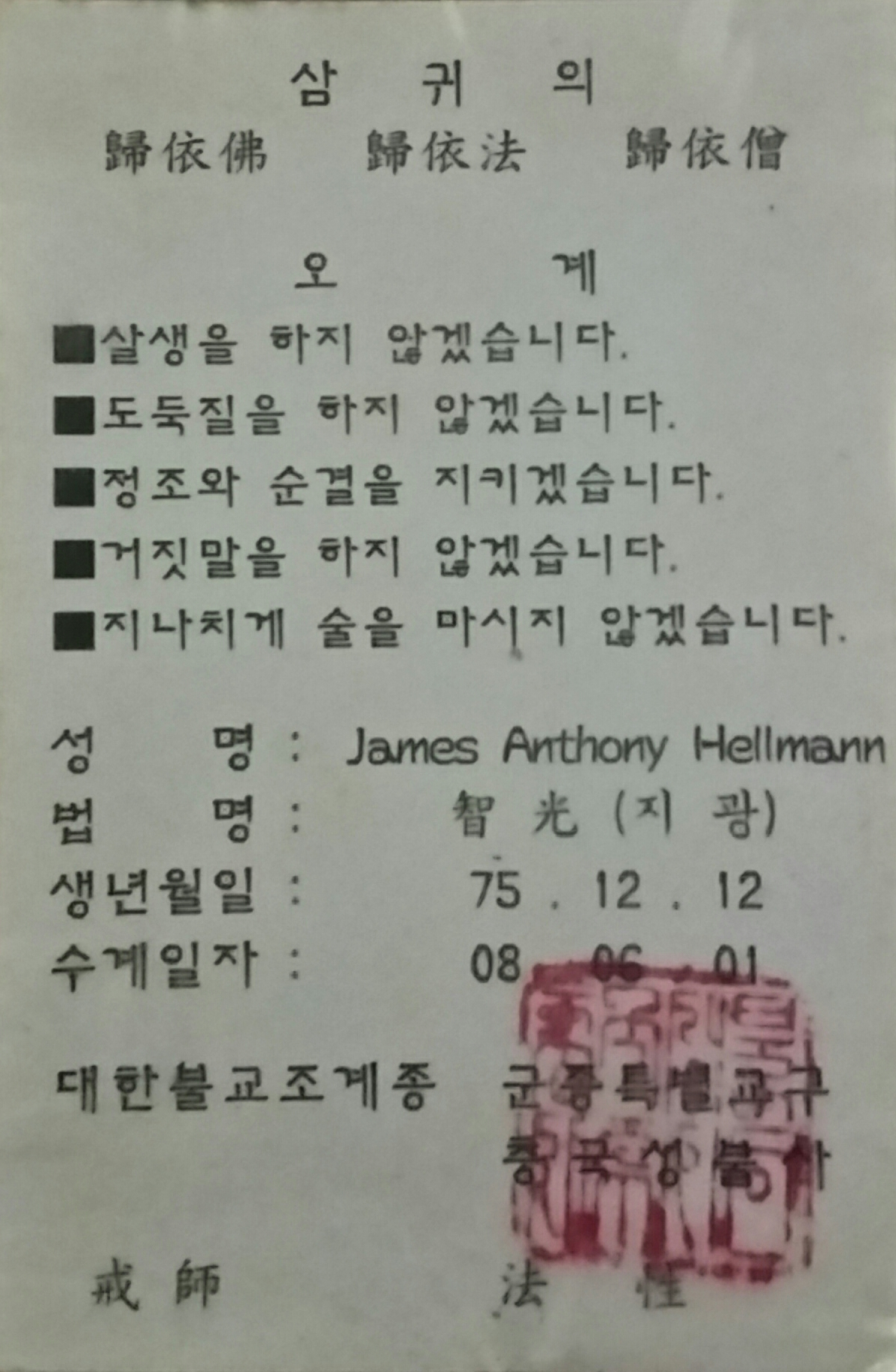
Carte d'ordination donnée à ceux qui rejoignent l' Ordre Jogye, portant le nouveau nom bouddhiste de l'ordonné et signifiant son engagement à respecter les cinq préceptes.

En Corée du Sud, le rituel, appelé sugye (수계), consiste à se réfugier formellement dans les trois Trésors du bouddhisme : le Bouddha, le Dharma et la Sangha, et d'accepter les cinq préceptes . Pendant le rituel, l'initié est touché avec un bâton d'encens brûlant. Il s'agit de laisser une marque permanente qui sert à rappeler à l'initié sa promesse de respecter les cinq préceptes. Pendant (ou juste après) la cérémonie, l'initié reçoit un nom bouddhiste.

### Chine
En Chine, le rituel s'appelle shòu-jiè (受戒). Le caractère 受 signifie «recevoir», tandis que 戒 signifie «préceptes». Pris ensemble, les personnages se traduisent par «initié» ou «ordonné». 
Beaucoup de gens croient au bouddhisme mais ne passent par aucune cérémonie d'initiation. Ces bouddhistes constituent l'écrasante majorité. Seule une petite partie des bouddhistes est passée par la cérémonie qui fait du destinataire un upasaka ou upasika et a accepté les cinq commandements. Ce sont des bouddhistes officiels.
Lewis Hodus, dans son livre de 1920 Buddhism and Buddhists in China, commente également la cérémonie chinoise, après avoir enregistré une cérémonie d'initiation pour ceux qui entrent dans la vie monastique et pour les laïcs: « L'initiation des frères et sœurs laïcs était moins privée, marqué sur le poignet droit, tout en entonnant "Na-mah Pen-shih Shih-chia-mou-ni Fo" — (Je mets ma confiance en mon enseignant originel, Säkyamuni-Bouddha). » En notation moderne et en chinois, on aurait « Namo Benshi Shijiamouni-Fo » (南 無 本 師 釋迦牟尼 佛).